# Fédération nationale des travailleurs du verre et la céramique CGT
La Fédération nationale des travailleurs du verre et la céramique (CGT Verre & Céramique) est la fédération professionnelle de la Confédération générale du travail qui organise les travailleurs de l'Industrie du verre et de la céramique. Elle est affiliée à l'IndustriALL global union au niveau international, et à l'IndustriALL Europe au niveau européen.

## La voix des verriers

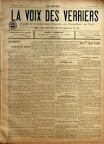
La voix des verriers n° 19 15-07-1905.
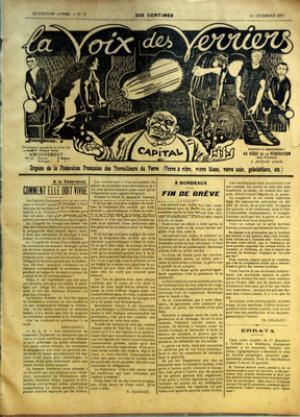
La voix des verriers du 15-12-1907.
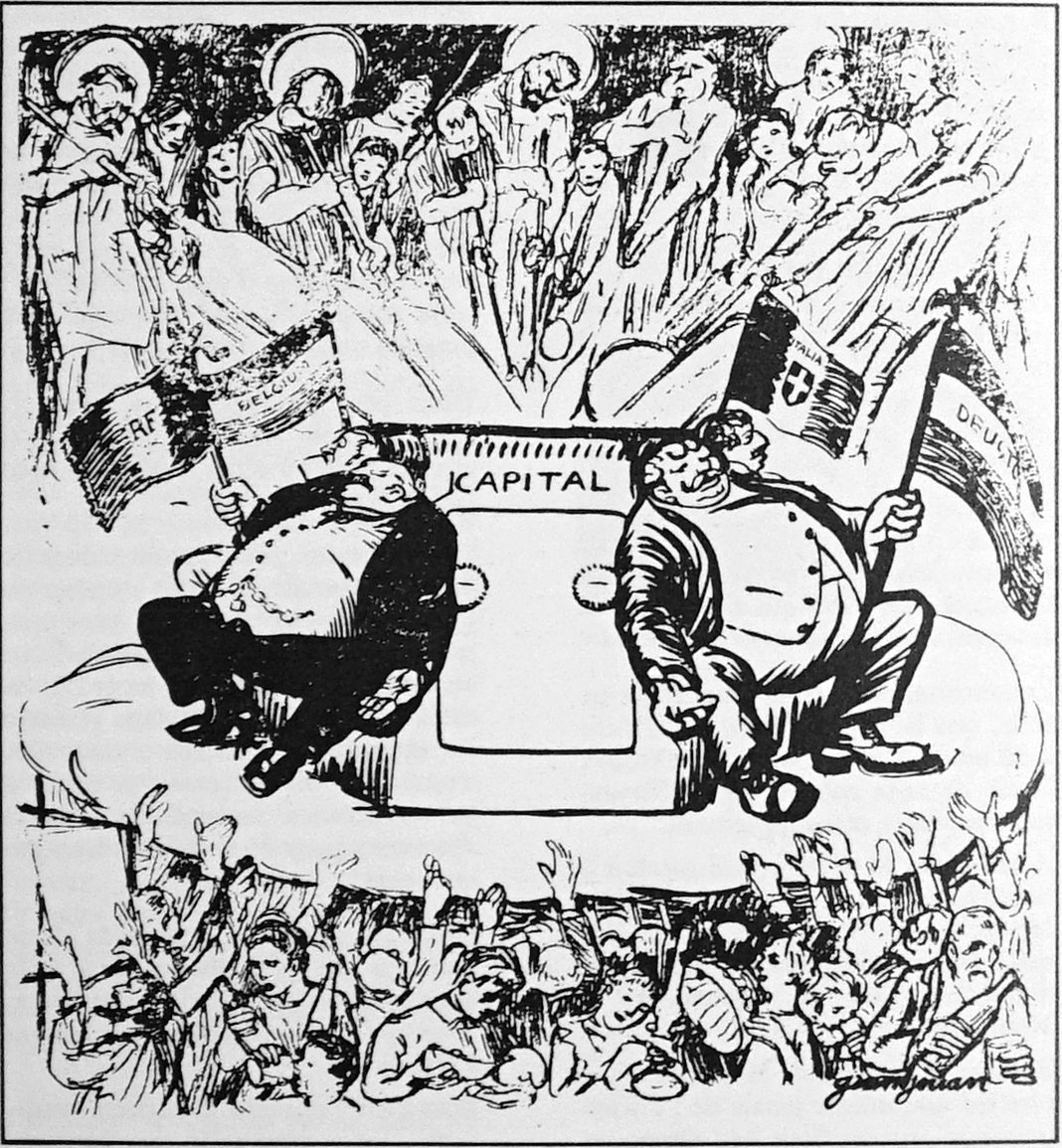
Dessin de Jules Grandjouan.

La voix des verriers est le journal mensuel de la fédération des verriers dont la première parution date de mars 1903 à la suite d'une décision lors du congrès de Lyon en 1902.
La voix des verriers dénonce la mortalité des enfants de 30 % à 25 ans. Les porteuses de canons portent trois canons de verre, un sous chaque bras et un sur l'épaule. Après plusieurs accidents mortels, l'inspecteur du travail interdit le port de trois canons. La mise à pied de 30 verriers pour avoir quitté le four à cause des fortes chaleurs, etc.
Grégoire Nicolas, le 12 mai 1904, tombe égorgé à 13 ans par un canon de verre qui se brise. La même année c'est Bourriez dans une autre verrerie. Les canons de verre sont aussi dénommés La guillotine. Le 15 juin 1905, La voix des verriers relate des enfants travaillant de nuit, s'endormant debout contre les murs et victimes de sévices de leurs ainés.
Charles Delzant dénonce aussi des enfants, apprentis verriers, mis en cellules pour des espièglerie ou peccadille . Enfants regroupés dans des Batarderies encadrés par des padroni .« Les cellules sont faites de telle sorte que le prisonnier doit se tenir debout sans faculté de s'asseoir, fermée par des grilles qui l'hiver laissent passer le froid. Les enfants punis restent toute la nuit en cellule, nourris de pain et d'eau. Ils doivent le lendemain fournir leur quantité de travail ».
L'anarchiste Benoît Broutchoux, opposant à Émile Basly, qu'il considérait comme un traître passé du côté des patrons, organise le 10 septembre 1910 à la Maison du peuple d'Aniche une conférence sur la vie chère.
En 1911 Raoul Hancart démissionne du syndicat et de la fédération. La voix des verriers s’arrête. Il est remplacé par Roger Schneider; comme président et Joseph Humez comme secrétaire-Trésorier. Roger Schneider  milite aussi pour l'amour libre, c'est un libertaire connu.
Charles Delzant décrit la condition verrière le 15 juin 1912 dans la Voix de verriers « c'est ce qui nous fait dire qu'au lieu d'enfants ignorants, "comme on les prend chez les parents qui ne peuvent les envoyer à l'école, comme on les va chercher en Bretagne, dans les Savoies, en Italie et en Espagne, il faut à l'industrie du verre des jeunes gens ayant un maximum d'instruction primaire et leur faire une éducation particulière sur les dangers du métier, et les nécessités de s'en défendre. Quant aux habitations dans lesquelles certains patrons obligent leurs ouvriers à se loger, les niches de leurs chiens de Chasse sont certainement plus luxueuses et plus propres. Les conseils d'hygiène, s'ils existent et veulent fonctionner feront bien d'y aller commander les désinïecieurs et les blanchisseurs, à moins, ce qui serait mieux pour, la santé publique, qu'll sy fassent mettre la torche. » et « C'est généralement assis à terre, sur la composition ou sur une brique, au milieu des poussières microbiennes soulevées par le balayeur, que les hommes et les enfants prennent leurs repas. Les cabinets d'aisance, les urinoirs, l'eau potable pour boire, cela ne fait pas partie essentielle des verreries ; pas plus que les vestiaires ou les garde-manger. »
La voix des verriers dans le no 194 du 15 mars 1913 dénonce le travail des fillettes près des fours « J'ai vu des fillettes de 11 à 18 ans travailler aux fours et si ce travail est pénible pour les garçons il est meurtrier pour les filles »

## Période moderne
En 1986, la Fédération Nationale des travailleurs du Verre et la Fédération Nationale des Travailleurs la Céramique se rapprochent et fusionnent pour donner la Fédération nationale des travailleurs du verre et la céramique (CGT Verre & Céramique).
La Fédération CGT Verre & Céramique est la 1re organisation syndicale dans les industries du Verre et de la Céramique avec 34 % des voix soit plus de 10 % devant les autres organisations syndicales. 
Elle est dirigée par une commission exécutive de 35 membres et un Bureau Fédéral de 10 membres. Son Secrétaire Général est Philippe Thibaudet. Le congrès Fédéral se tient en principe tous les 3 ans.
La Fédération CGT Verre & Céramique compte 3 900 adhérent sur un champ de syndicalisation estimé à 50 000 salariés. Elle est en majorité composé de syndicat d'entreprise.

## Personnalités
- Raoul Hancart  né le 24 septembre 1873 à Anzin. De 1902 à 1912 il est secrétaire de la fédération nationale des travailleurs du verre à la maison du peuple d'Aniche. Il est leur représentant au 16e congrès national corporatif, au 10e congrès de la Confédération générale du travail et à la 3e conférences des bourses du travail à Marseille tenus du 5 au 12 octobre 1908[7]
- Charles Delzant, né Charles Letot à Fresnes-sur-Escaut (Nord) le 1er janvier 1874 et mort le 28 juin 1943 à Paris, est militant anarcho-syndicaliste, secrétaire de la Fédération nationale des verriers de 1920 à 1927[8], directeur du journal La Voix des verriers dont la rédaction se situe à la maison du peuple rue de la Pyramide à Aniche[3].